# EMPTINESS
『EMPTINESS』（エンプティネス）は、1994年6月25日に発売された横関敦のアルバム。

## 内容
約4年ぶりにリリースした本作は三柴理、新美俊宏、ZIGGYの戸城憲夫といった、LANCE OF THRILLの同僚も参加した。また、「DINOSAUR」からの3部作の完結編という形式で位置づけている。

## 批評
CDジャーナルは「宇宙から未来、果ては身体の中の小宇宙までをもテーマにし、猛り響き渡るギターを通して様々な表情を垣間見せてくれる。非常にインタラクティヴでスペイシーな楽曲ばかりで、一気に堪能できる」と評した。

## 収録曲
1. EMPTINESS
2. THREE DIMENSION
3. BOUNDNESS
4. TRAGIC PASSION
5. PIECE OF HAPPINESS
6. INSIPID
7. PREPARATION FOR ACTION
8. METEMPSYCHOSIS
9. SITS IN THE SUN
10. PHENOMENON
11. LUST FOR CONQUEST
12. MOONSAURUS

## 参加ミュージシャン
- 横関敦 - ギター、ベース
  - 三柴理 - キーボード
  - 塩野啓一 - ベース
  - 関雅夫 - ベース
  - 戸城憲夫 - ベース
  - そうる透 - ドラム
  - 新美俊宏 - ドラム